# トゥ・ヘル・アンド・バック
『トゥ・ヘル・アンド・バック』（To Hell and Back）は、フィンランドのヘヴィメタル・バンド、シナジーが2000年に発表した2作目のスタジオ・アルバム。

## 解説
1999年7月にイン・フレイムスとチルドレン・オブ・ボドムの日本ツアーに参加した当時のメンバーは、キンバリー・ゴス（ボーカル）、アレキシ・ライホ（ギター）、ローペ・ラトヴァラ（ギター）、マティアス・カミジョー（ベース）、ロニー・ミリアノヴィック（ドラムス）の5人だった。その後、カミジョーとミリアノヴィックに代わって、タロットのマルコ・ヒエタラとトゥ/ダイ/フォーのトミー・リルマンが加入。そして2000年1月より本作のレコーディングに入った。
「ハンギング・オン・ザ・テレフォン」はブロンディが1978年に発表した曲のカヴァーで、日本盤ボーナス・トラック「インヴィンシブル」はパット・ベネターが1985年に発表した曲のカヴァー。また、2011年に発売された日本盤再発CDにはABBAのカヴァー「ギミー!ギミー!ギミー!」も追加されており、この曲は元々、ABBAのトリビュート・アルバム『トリビュート・トゥ・アバ』（2001年）に提供されていた。
バンドは本作で初めてフィンランドのアルバム・チャートでトップ50入りを果たし、最高29位に達した。

## 収録曲
1. ザ・ビッチ・イズ・バック - The Bitch Is Back - 4:05
  - 作詞：キンバリー・ゴス／作曲：アレキシ・ライホ
2. ミッドナイト・マッドネス - Midnight Madness - 4:13
  - 作詞：キンバリー・ゴス／作曲：アレキシ・ライホ、マルコ・ヒエタラ、キンバリー・ゴス
3. リード・アス・トゥ・ウォー - Lead Us to War - 4:13
  - 作詞：キンバリー・ゴス／作曲：マルコ・ヒエタラ、アレキシ・ライホ、キンバリー・ゴス、ローペ・ラトヴァラ
4. レイド・トゥ・レスト - Laid to Rest - 5:40
  - 作詞・作曲：キンバリー・ゴス
5. ギャロウミア - Gallowmere - 5:44
  - 作詞：キンバリー・ゴス／作曲：アレキシ・ライホ
6. リターン・トゥ・ザ・フォース・ワールド - Return to the Fourth World - 4:09
  - 作詞：キンバリー・ゴス／作曲：アレキシ・ライホ、マルコ・ヒエタラ
7. ラスト・エスケイプ - Last Escape - 4:32
  - 作詞：キンバリー・ゴス／作曲：ローペ・ラトヴァラ
8. ウェイク・アップ・イン・ヘル - Wake Up in Hell - 6:55
  - 作詞：キンバリー・ゴス／作曲：キンバリー・ゴス、アレキシ・ライホ、トミー・リルマン
9. ハンギング・オン・ザ・テレフォン - Hanging on the Telephone - 2:03
  - 作詞・作曲：ジャック・リー

### ボーナス・トラック
日本初回盤は10.のみ収録、2011年再発盤では10.と11.が収録された。
1. インヴィンシブル - Invincible - 4:10
  - 作詞・作曲：サイモン・クライミー、ホリー・ナイト
2. ギミー!ギミー!ギミー! - Gimme! Gimme! Gimme! (A Man After Midnight) - 4:22
  - 作詞・作曲：ベニー・アンダーソン、ビョルン・ウルヴァース

## 参加ミュージシャン
- キンバリー・ゴス - リード・ボーカル
- アレキシ・ライホ - リードギター、リズムギター
- ローペ・ラトヴァラ - リードギター、リズムギター、アコースティック・ギター
- マルコ・ヒエタラ - ベース、ボーカル
- トミー・リルマン - ドラムス